# Benedictus
Benedictus:
1. kantyk śpiewany w czasie jutrzni. Nazwa pochodzi od pierwszych jego słów: „Benedíctus Dóminus Deus Israel” (łac. Błogosławiony Pan Bóg Izraela). Jest to radosna pieśń dziękczynna,  którą według Ewangelii św. Łukasza (1, 68-79) wypowiedział Zachariasz po narodzinach swojego syna, Jana Chrzciciela.
2. kończąca prefację druga część Sanctus. Zawiera słowa: Błogosławiony, który idzie w imię Pańskie. Hosanna na wysokości (łac. Benedictus, qui venit in nomine Domini. Hosanna in excelsis").